# Жан Метеллюс
Жан Метеллюс (фр. Jean Métellus; 30 квітня 1937, Жакмель — 4 січня 2014) — гаїтянський письменник, писав французькою мовою.

## Біографія
1959-го виїхав від режиму Франсуа Дювальє до Франції. Вивчав лінгвістику та медицину (неврологія). Захистив дисертацію з афазії (1975). Працював лікарем-неврологом у паризькій лікарні, почав писати. Отримав підтримку Моріса Надо, Андре Мальро, Еме Сезера.

## Твори

### Вірші
- Au pipirite chantant (1978)
- Hommes de plein vent (1981, перевид. 1992)
- Ясновидіння / Voyance (1985)
- Jacmel (1991, на франц. та вик. мов.)
- Voix nègres (1992)
- Filtro amaro (1996, на франц й італ. мов)
- Мандрівні божества/ Les dieux pèlerins (1997, перевид. 2004)
- Voyance et autres poèmes (2005)
- La Peau et autres poèmes (2006)
- Початки / Éléments (2008)
- Обличчя жінок/ Visages de femmes (2008)
- Braises de la mémoire (2009)
- La main et autres poèmes (2010)
- Souvenirs à vif (2011)
- Hommes de plein vent, hommes de plein ciel (2011)
- Відбитки / Empreintes (2013)

### Романи
- Жакмель в сутінки/ Jacmel au crépuscule (1981, голл пер. 1984)
- Сімейство Вортексів/ La famille Vortex (1982, премія Французької академії, 1982; русявий пер. 1989, англ. пер. 1995; перевид.: Gallimard, 2010)
- Une eau-forte (1983, премія Французької академії, 1984)
- Полонене слово / La parole prisonnière (1986)
- L'année Dessalines (1986)
- Les cacos (1989)
- Charles-Honoré Bonnefoy (1990)
- Louis Vortex (1992)
- Архієпископ / L'archevêque (1999)
- La vie en partage (2000)
- Toussaint Louverture le précurseur (2004)
- Жакмель, завжди/ Jacmel, toujours (2007)

### П'єси
- Anacaona (1986)
- Le Pont rouge (1991)
- Колумб / Colomb (1992)
- Туссен-Лувертюр, або Паростки свободи / Toussaint Louverture, ou, Les racines de la liberté (2003)
- Henri le cacique (2005)

### Есе
- Haïti: une nation pathétique (1987)
- Voyage à travers du langage (1996)
- De l'esclavage aux abolitions: XVIII—XX siècle (1998)
- Хай живе дислексія! / Vive la Dyslexie! (2002)

### Інтерв'ю
- Sous la dictée du vrai (1999)
- Entretiens avec Jean Métellus: des maux du langage à l'art des mots (2004)

Міжнародна премія Сенгора за поезію (2006). Велика поетична премія Товариства письменників Франції (2007). Велика премія франкофонних країн (Французька академія, 2010). Міжнародна премія імені Бенжамена Фондана за поезію французькою мовою (2010).